# Грчец
Грчец (мкд. Грчец) је насеље у Северној Македонији, у северном делу државе. Грчец припада градској општини Сарај, која обухвата западна предграђа Града Скопља.

## Географија
Грчец је смештен у северном делу Северне Македоније. Од најближег већег града, Скопља, насеље је удаљено 16 km западно.
Насеље Грчец је на југозападу историјске области Скопско поље, која се поклапа са пространом Скопском котлином. Насељеје положено на северозападним падинама планине Водно, док се западно од села тло спушта у долину реке Треске. Надморска висина насеља је приближно 510 метара.
Месна клима је континентална.

## Становништво
Грчец је према последњем попису из 2002. године имао 1 становника.
Претежно становништво у насељу су етнички Македонци (100%).
Већинска вероисповест је православље.